# Valfredo Bernardo Tepe
Valfredo Bernardo Tepe OFM (* 28. April 1918 in Münster; † 14. Februar 2003) war Bischof von Ilhéus.

## Leben
Valfredo Bernardo Tepe trat der Ordensgemeinschaft der Franziskaner bei und empfing am 30. Mai 1942 die Priesterweihe.
Papst Paul VI. ernannte ihn am 13. Februar 1967 zum Weihbischof in São Salvador da Bahia und Titularbischof von Thasbalta. Der Apostolische Administrator von São Salvador da Bahia, Eugênio de Araújo Sales, spendete ihm am 30. Mai desselben Jahres die Bischofsweihe; Mitkonsekratoren waren Adriano Mandarino Hypólito OFM, Bischof von Nova Iguaçu, und Edilbert Dinkelborg OFM, Bischof von Oeiras.
Der Papst ernannte ihn am 14. Januar 1971 zum Bischof von Ilhéus. Am 5. Juli 1995 nahm Papst Johannes Paul II. seinen altersbedingten Rücktritt an.